# Harpyionycteris
Genre
Harpyionycteris est un genre de grandes chauves-souris frugivores endémiques d'Insulinde.

## Liste des espèces
- Harpyionycteris celebensis Miller et Hollister, 1921
- Harpyionycteris whiteheadi Thomas, 1896